# Old Faithful
L'Old Faithful (« vieux fidèle » en anglais) est un geyser situé dans le parc national de Yellowstone, aux États-Unis. Ce geyser produit l'un des plus grands jets d'eau chaude et de vapeur au monde, avec le Strokkur islandais.

## Géologie
L'Old faithful est un geyser de type dit « en cône ». Sa taille est relativement petite, mais il possède un étroit conduit qui le relie à une nappe phréatique bouillonnante, en contact avec une chambre magmatique géante, le fameux supervolcan du Yellowstone. La pression du conduit fait jaillir un jet d'eau surchauffée par la cheminée du geyser, toutes les 88 minutes en moyenne (l'intervalle varie de 45 à 125 minutes). Quand la fontaine jaillit, une colonne d'eau s'élève à une hauteur de 32 à 56 m, créant un spectacle naturel très apprécié par les visiteurs. C'est pour cela que l'Old faithful est l'emblème même du parc, et une des attractions touristiques les plus visitées de la réserve.
L'Old Faithful n'est pas le seul phénomène paravolcanique au Yellowstone, puisque le parc connaît d'innombrables sources chaudes, geysers, fumerolles, mares de boue et mofettes à l'intérieur de la réserve. On peut ainsi aller de l'Old Faithful à la source chaude Morning Glory Pool en suivant le sentier de randonnée Morning Glory Pool Trail.

## Histoire
Déjà connu par les aborigènes locaux avant sa découverte par les occidentaux, le geyser fut très visité par les touristes tant nationalement depuis la création du parc au XIXe siècle qu'internationalement de nos jours. Ce n'est qu'en 1902 que fut érigé près de la fameuse source chaude un grand bâtiment de bois appelé Old Faithful Inn qui encore aujourd'hui sert d'hôtellerie et de restaurant pour les visiteurs du parc. On a même érigé des campus près de la zone géothermique.

## Galerie d'images

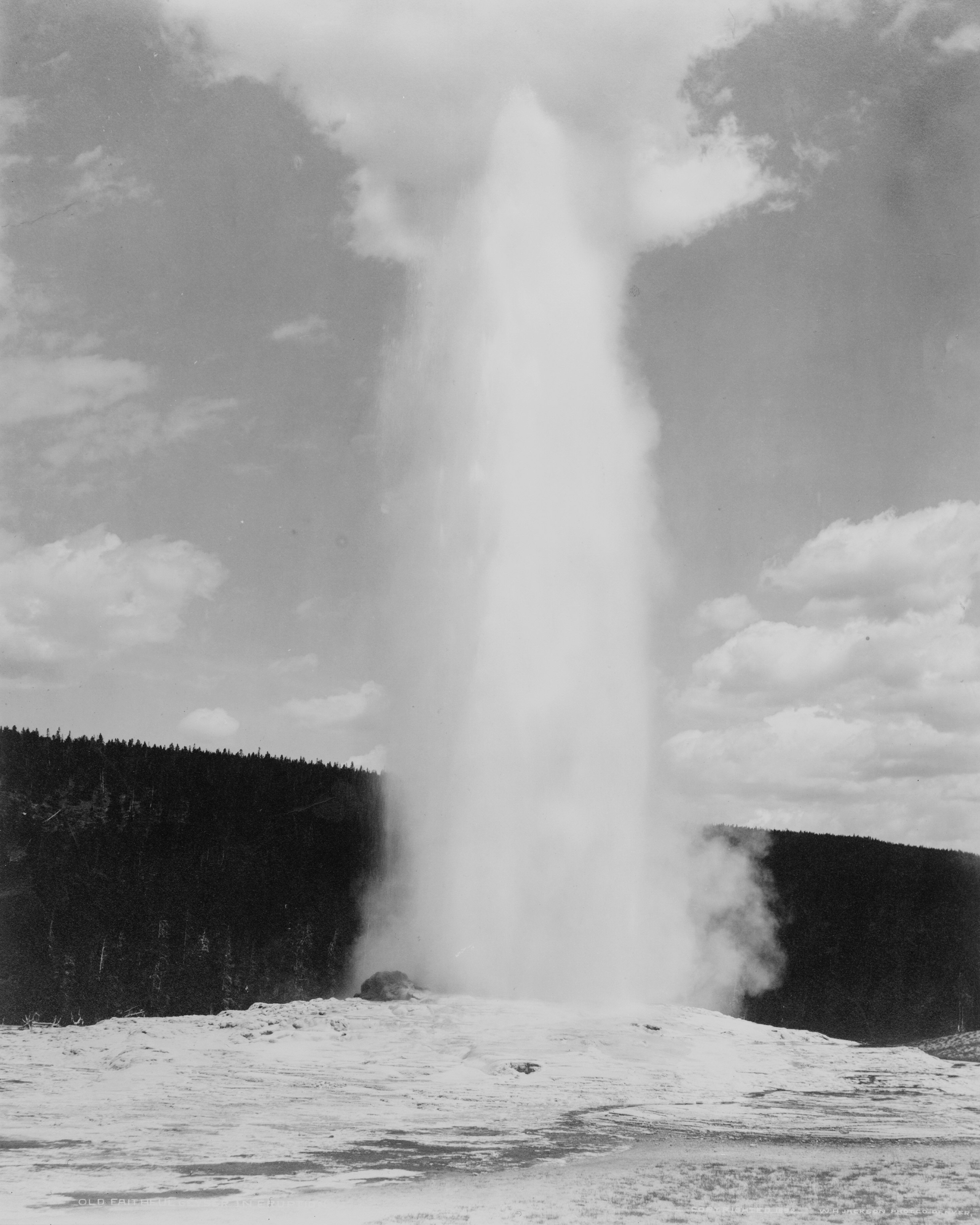
Photo de W. H. Jackson, 1892
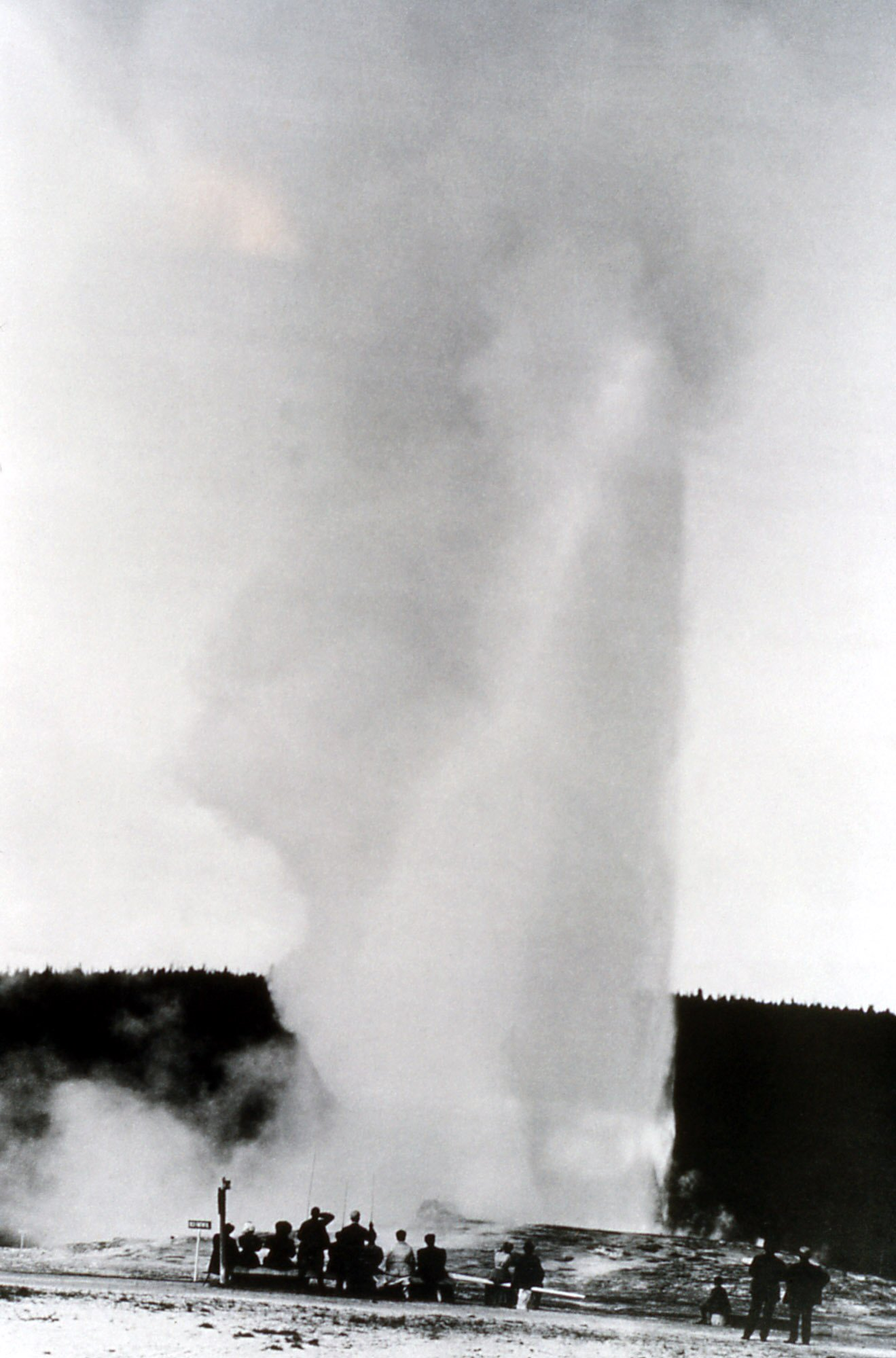
Éruption, 1912
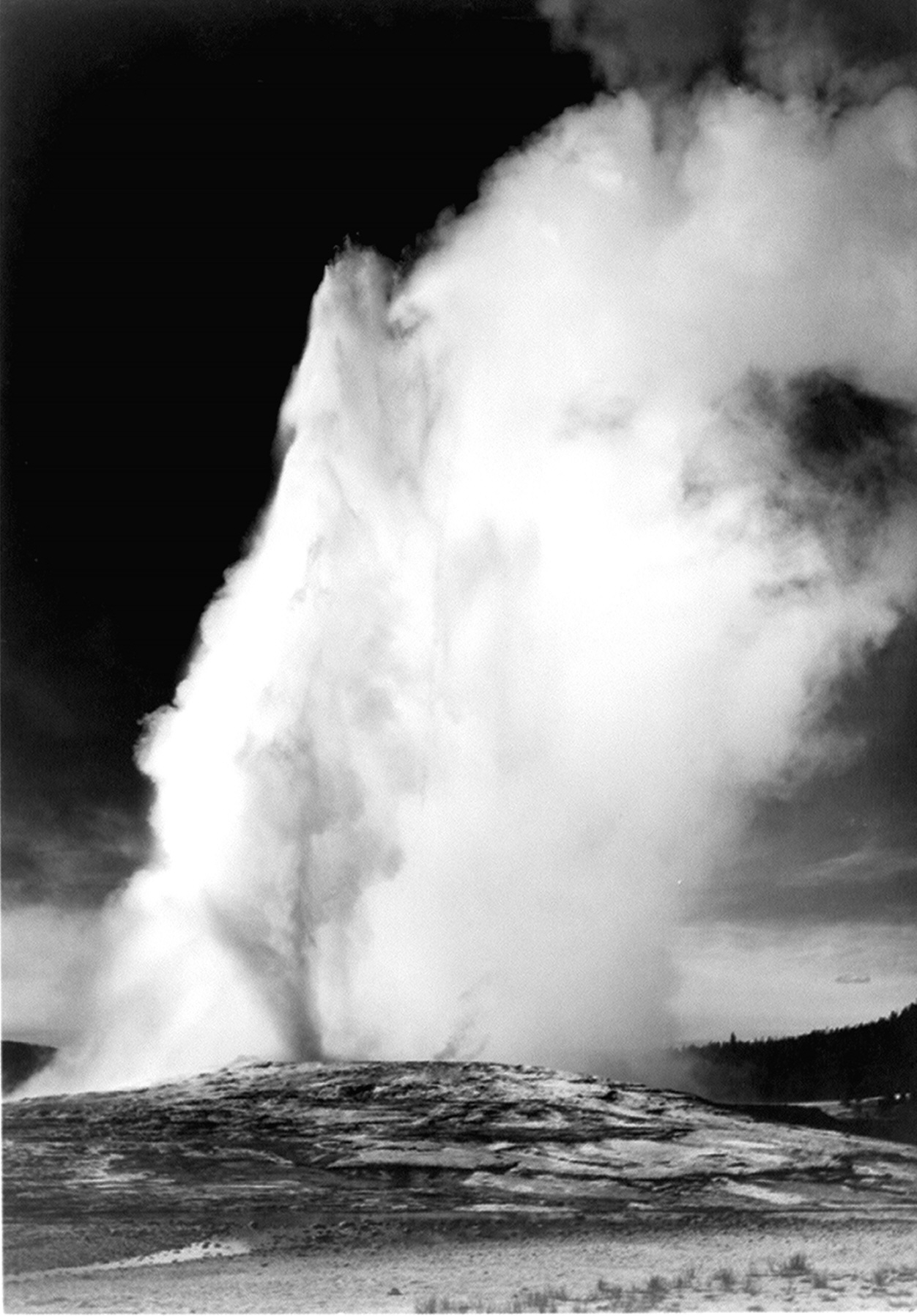
Ansel Adams, 1941
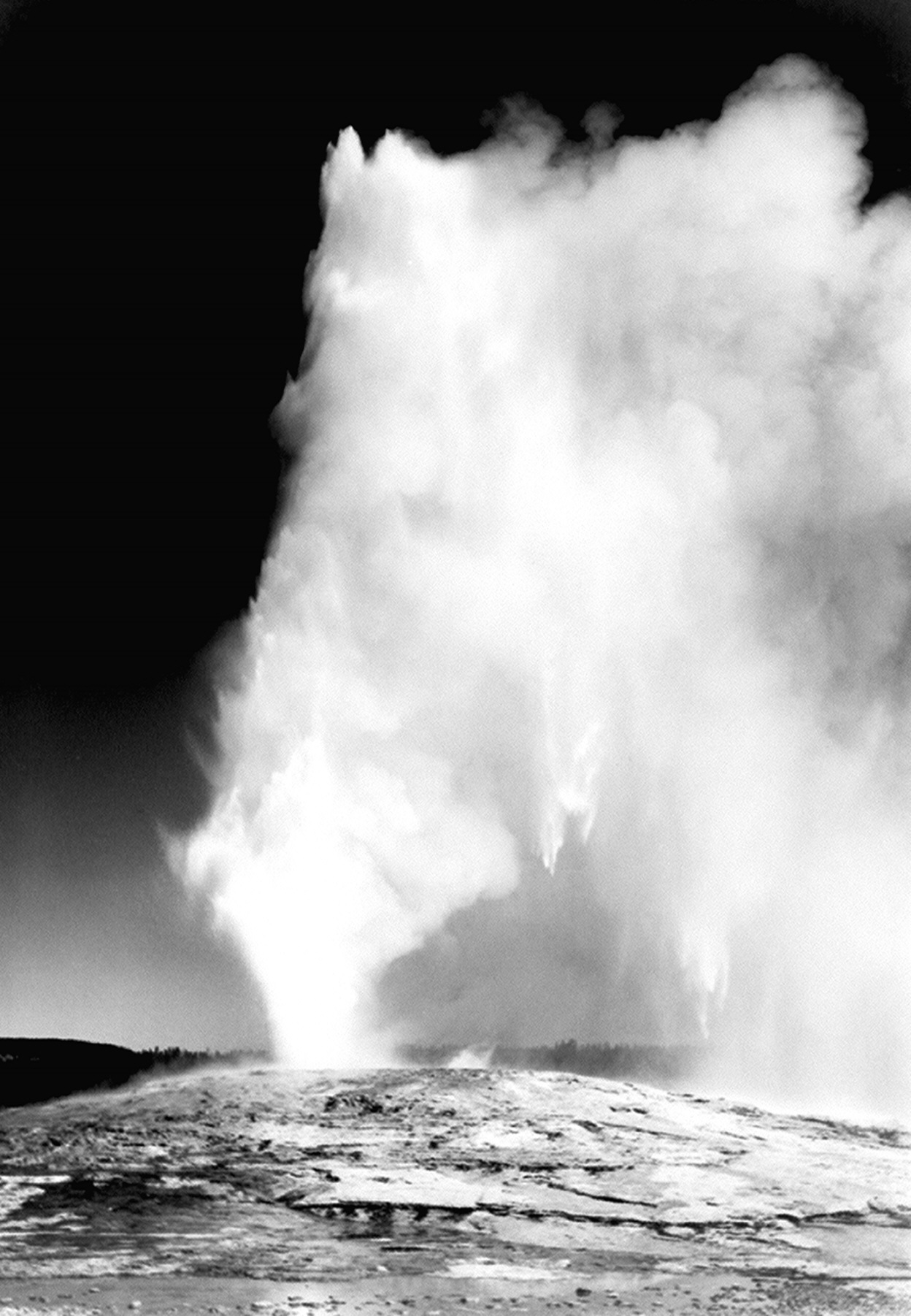
Ansel Adams, 1942
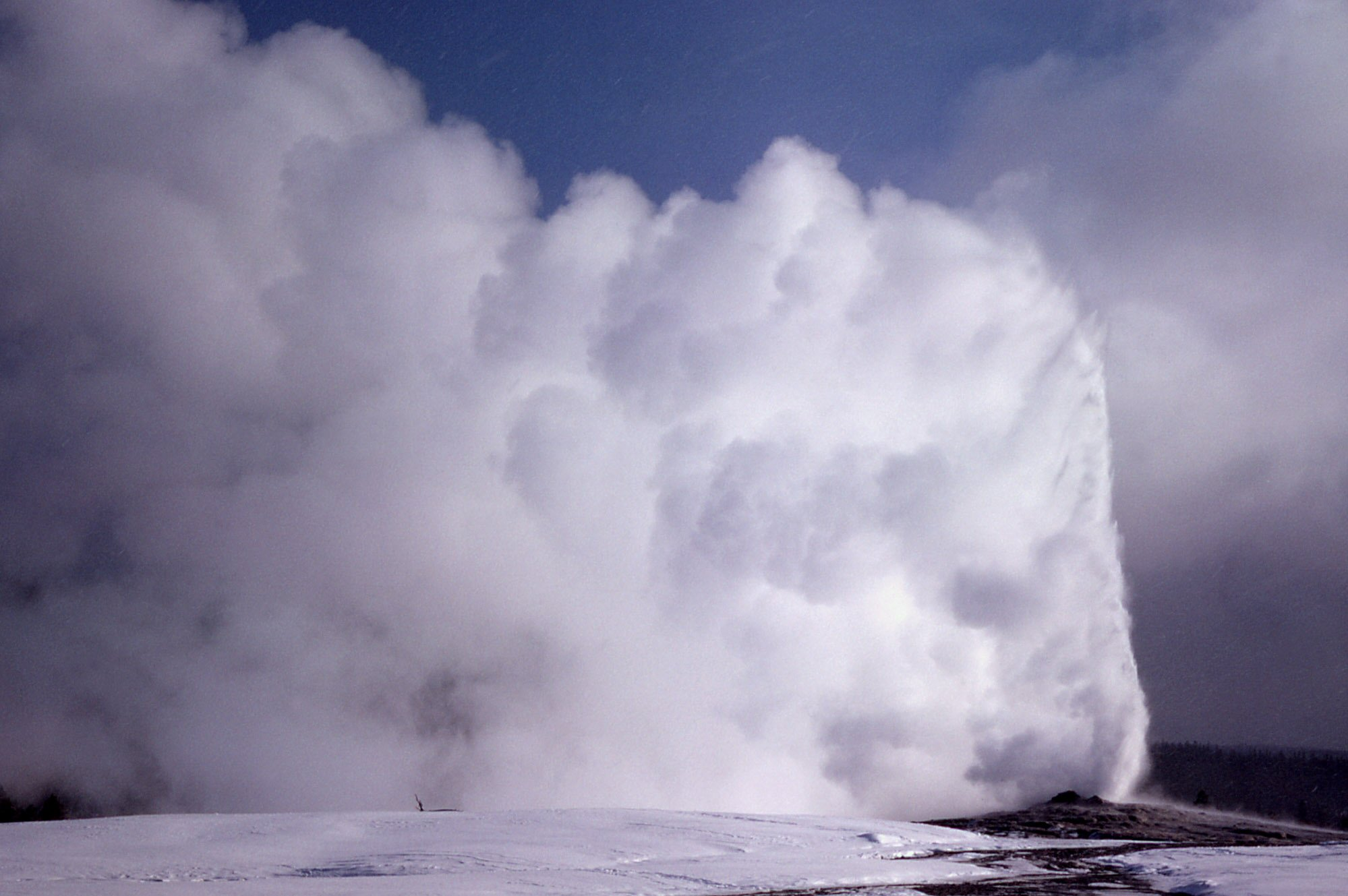
Hiver 1969
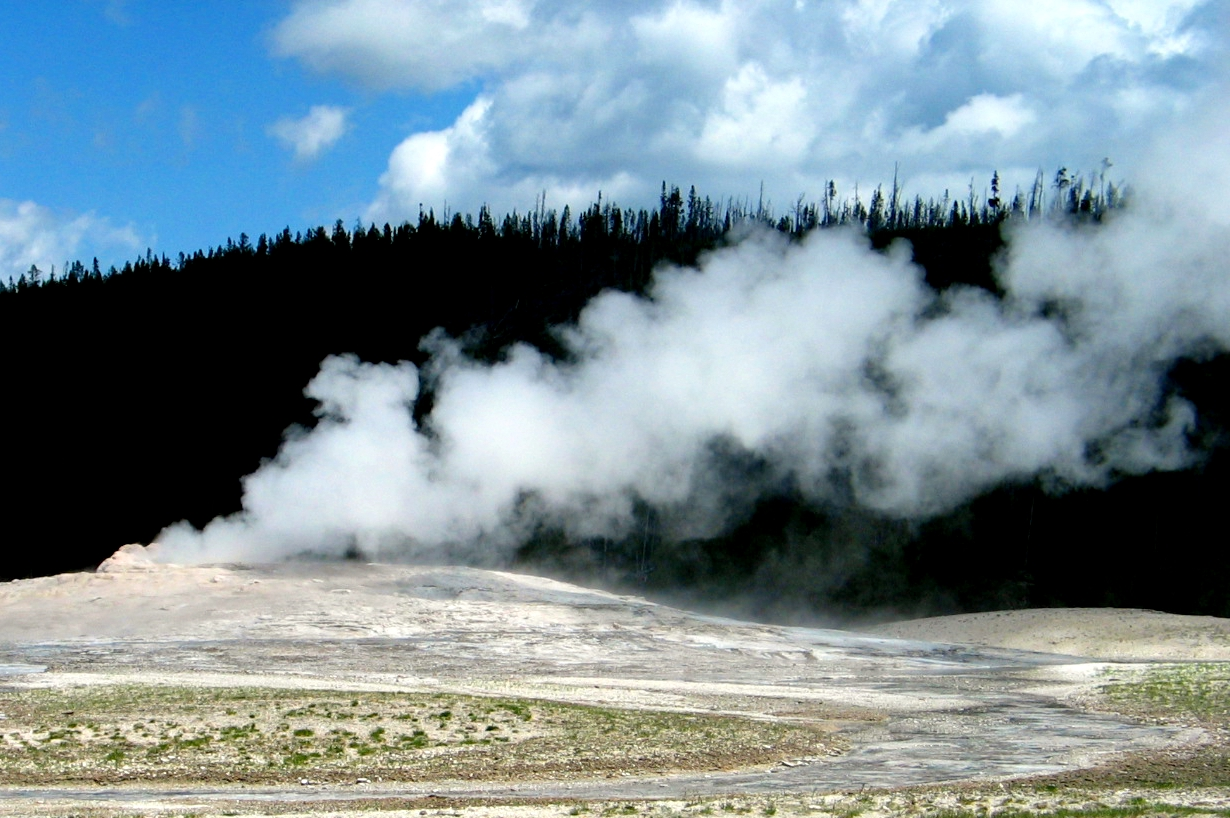
Éruption, 2003
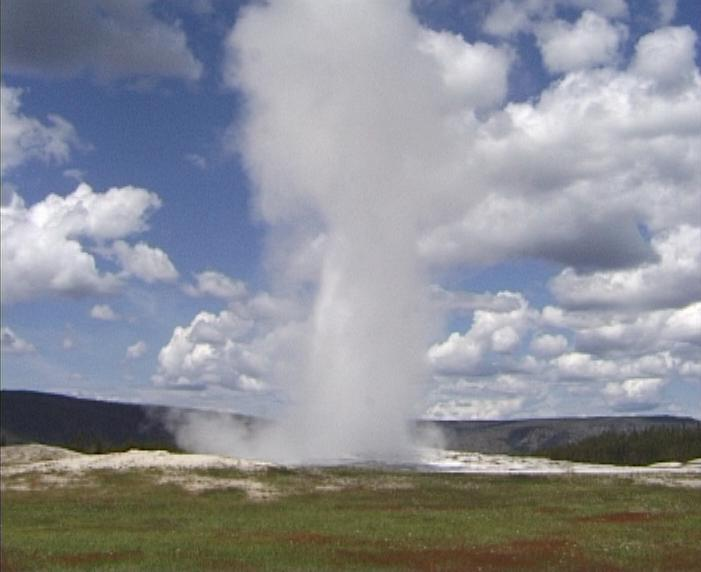
Éruption, 2004
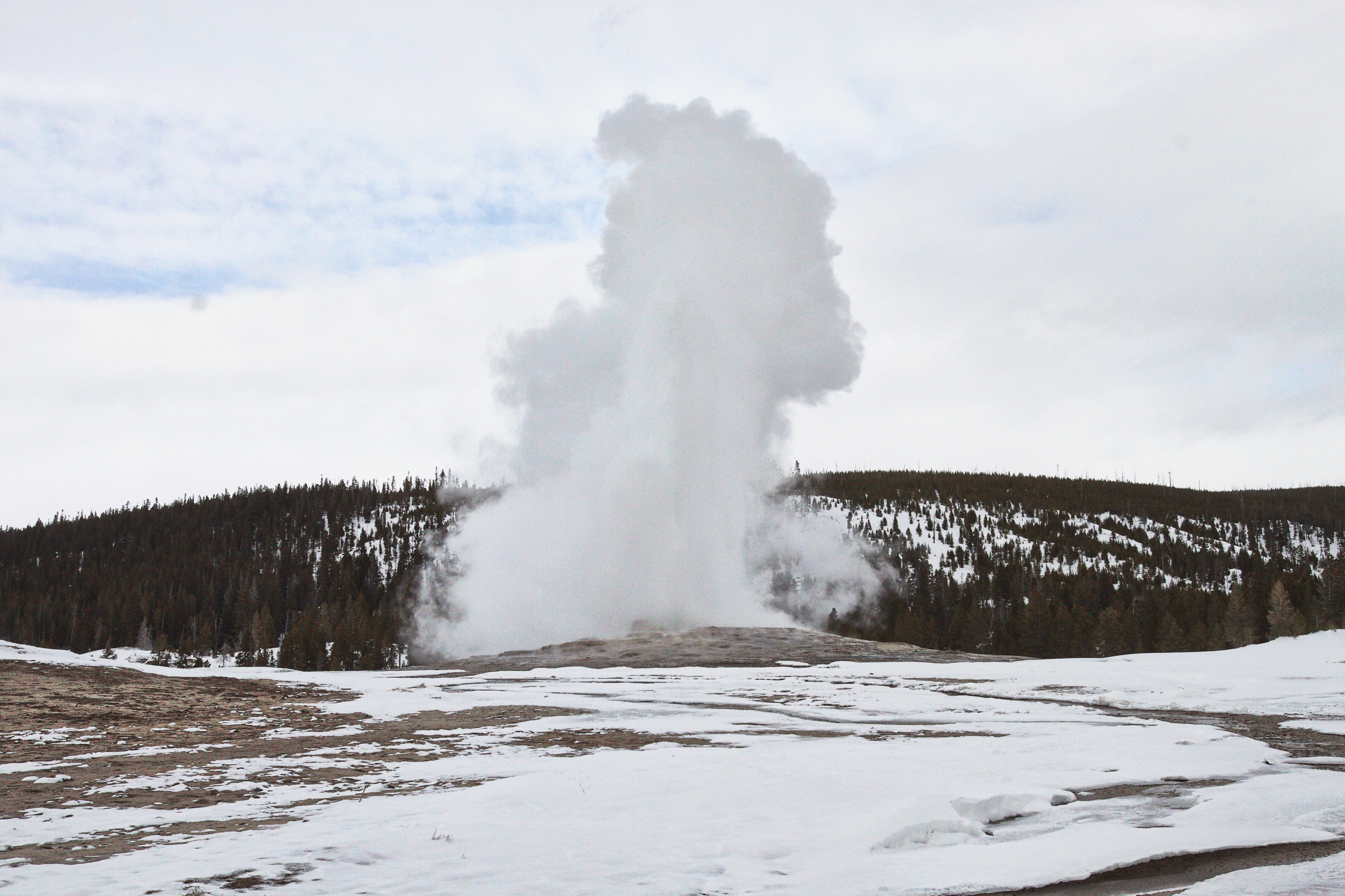
Éruption, 2014
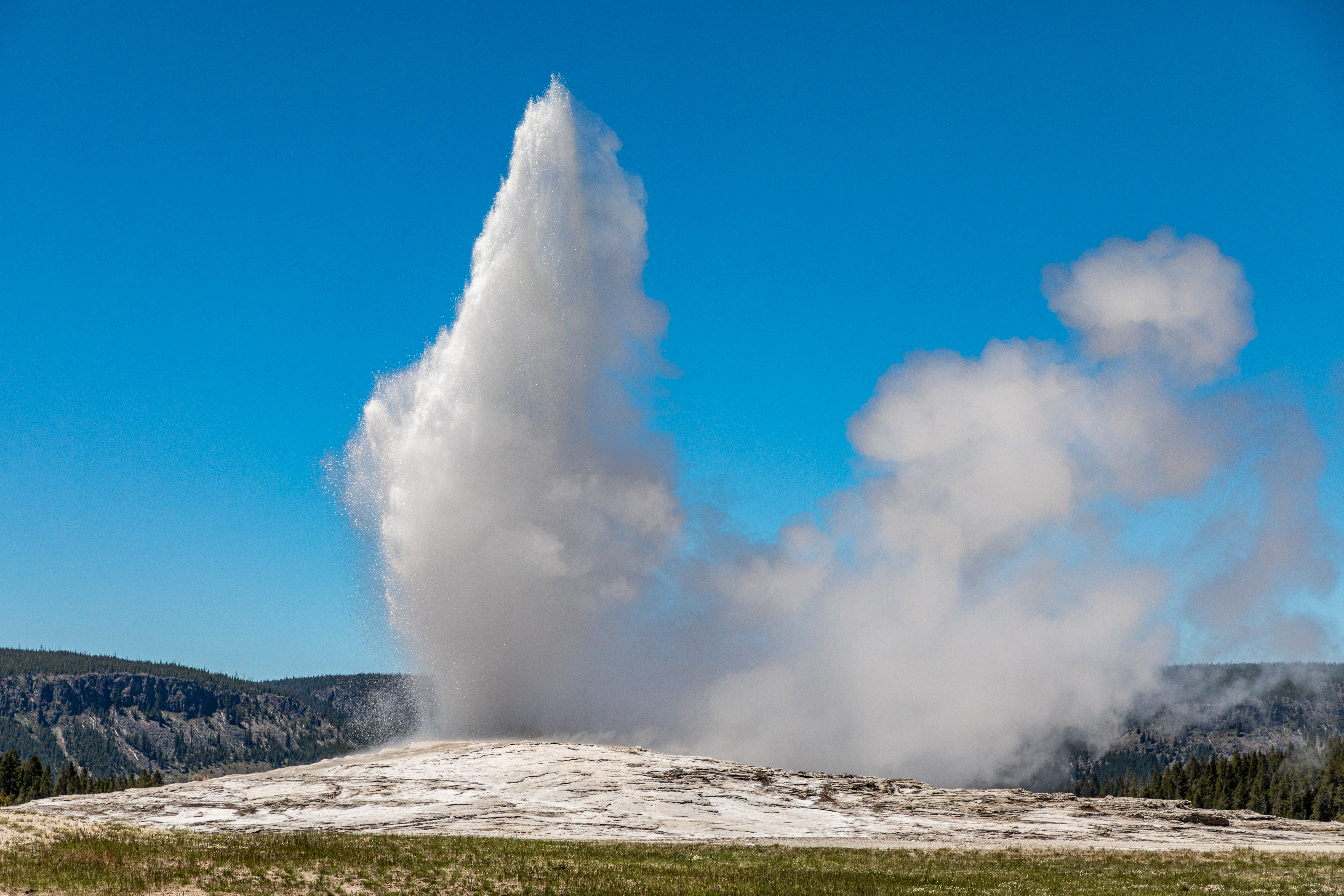
Éruption. Juin 2022.
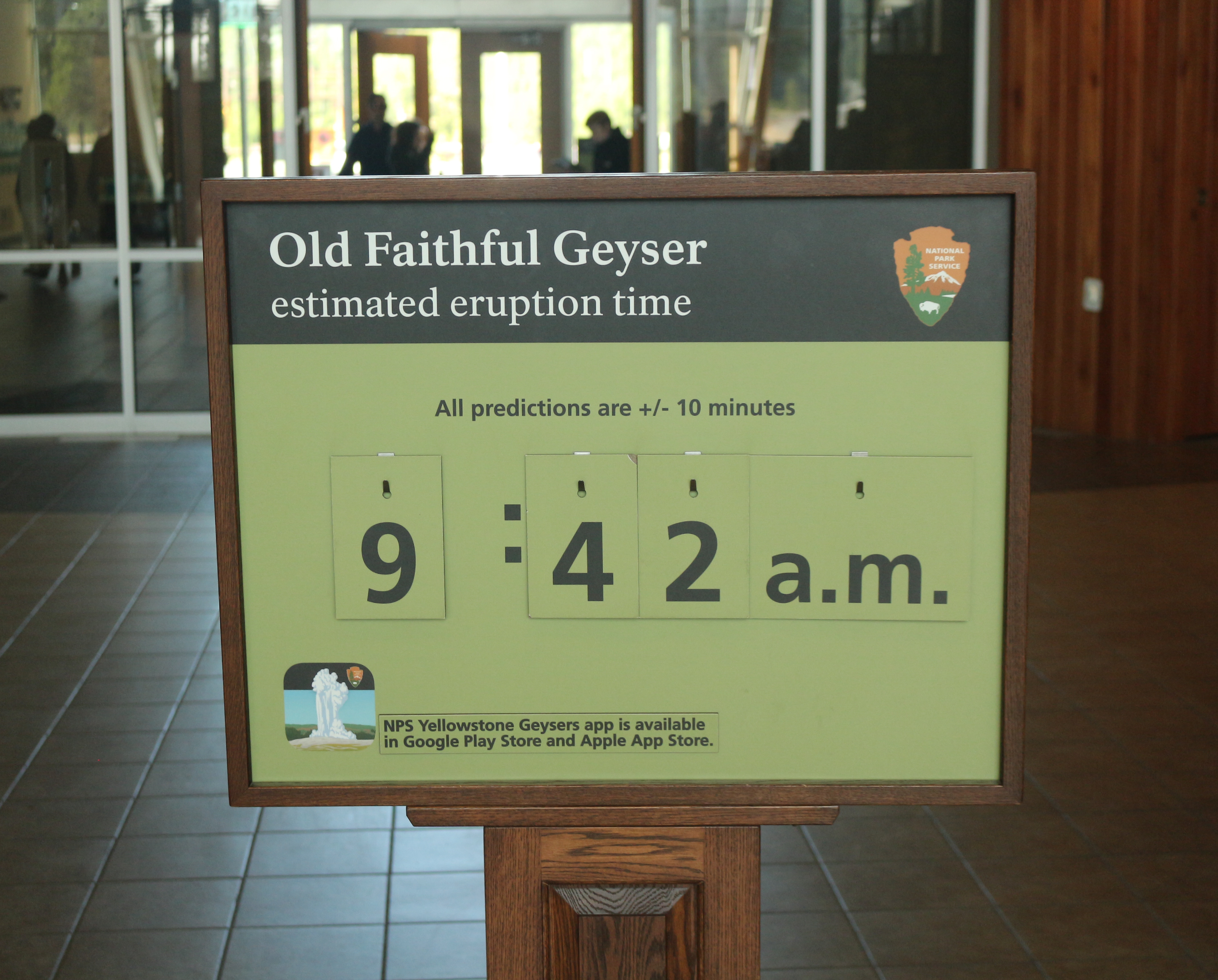
Panneau dans le Visitors Center annonçant l'heure de la prochaine éruption, 2018